# Syconki Małe
Syconki Małe – bezodpływowe jezioro w Polsce położone w Borach Tucholskich w województwie pomorskim, w powiecie kościerskim, w gminie Karsin na południowo-zachodnim skraju Wdzydzkiego Parku Krajobrazowego na obszarze Zaborów. 
Ogólna powierzchnia jeziora wynosi 1,44 ha.
Syconki Małe znajdują się w granicach postulowanego rezerwatu przyrody Motowęże. Na zachód od jeziora znajduje się jezioro Syconki Wielkie.